# Липка (гмина)
Липка (пол. Lipka) — сельская гмина (волость) в Польше, входит как административная единица в Злотувский повет, Великопольское воеводство. Население — 5534 человека (на 2008 год).

## Сельские округа
1. Баторово
2. Баторувко
3. Блугово
4. Бялоблоце
5. Вельки-Бучек
6. Дебжно-Весь
7. Келпин
8. Лонке-Гоголин
9. Лясково
10. Липка
11. Лонке
12. Малы-Бучек
13. Нове-Потулице
14. Новы-Бучек
15. Осово
16. Потулице
17. Смольница
18. Столуньско
19. Схолястыково
20. Трудна
21. Чижково
22. Чижкувко
23. Хута

## Соседние гмины
1. Гмина Дебжно
2. Гмина Закшево
3. Гмина Злотув
4. Гмина Оконек
5. Гмина Семпульно-Краеньске